# Битка код Вале Ђулија
Битка код Вале Ђулије је уобичајени назив за сукоб између италијанских милитаната (и левичарских и десничарских) и италијанске полиције у Вале Ђулији, Рим, 1. марта 1968. године. И даље се често памти као један од првих насилних окршаја у студентским немирима у Италији током протеста 1968 или „Сесантото“.

## Преглед
У петак 1. марта, око 4.000 људи окупило се на Пјаца ди Шпанија, одакле су почели да марширају кроз кампус Универзитет Сапиенца у Риму; неки су имали намеру да заузму школу. Када су стигли, студенти су се нашли пред импресивним кордоном полиције, а током сукоба који је уследио, мала група полицајаца се издвојила да би се суочила са насиљем једног изолованог студента; демонстранти су одговорили бацањем камења и оштрих предмета. Вође напада на полицију били су неофашистички чланови Младежи Националне Авангарде. Левичарски и десничарски студенти заузели су различите зграде. У тучи је забележено 148 повређених полицајаца, 478 повређених студената, 4 су притворена, а 228 ухапшено. Осам полицијских аутомобила је уништено, а пет пиштоља је украдено од полицајаца.